# Louis Hynes
Louis Hynes (* 9. Oktober 2001 in Oxford, Vereinigtes Königreich) ist ein britischer Kinderdarsteller, der vor allem durch seine Rolle als Klaus Baudelaire in der 2017 erschienenen Netflix-Serie Eine Reihe betrüblicher Ereignisse bekannt wurde.

## Leben
Seine erste Rolle spielte Hynes in der Serie Barbarians Rising als junger Alaric (zwei Folgen). In der 2017 erschienenen Serie Eine Reihe betrüblicher Ereignisse spielt er neben Neil Patrick Harris und Malina Weissman eine der Hauptrollen (Klaus Baudelaire).
Louis Hynes ist eines von drei Kindern des Ehepaares Andrew und Lara Hynes.

## Filmografie
- 2016: Aufstand der Barbaren (Fernsehserie, 2 Episoden)
- 2017: The Saint (Fernsehfilm)
- 2017–2019: Eine Reihe betrüblicher Ereignisse (A Series of Unfortunate Events, Fernsehserie, 25 Episoden)